# Journal de Monaco
Journal de Monaco – oficjalny tygodnik Księstwa Monako, wydawany nieprzerwanie od 1858 roku. Czasopismo odgrywa istotną rolę w życiu politycznym i kulturalnym państwa. Jest jednym z najstarszych funkcjonujących periodyków urzędowych w Europie.
Pierwszy numer tygodnika ukazał się 30 maja 1858 roku, zgodnie z rozporządzeniem księcia Karola III. Przez pierwszy rok ukazywał się pod tytułem L’Eden. Od maja 1859 ukazuje się nieprzerwanie jako Journal de Monaco.
Jego pierwotnym celem było publikowanie ustaw, dekretów oraz innych dokumentów urzędowych, które miały znaczenie dla mieszkańców i instytucji w Monako. W pierwszych dekadach istnienia gazeta miała charakter stricte administracyjny, jednak z czasem zaczęła poszerzać swój zakres tematyczny, uwzględniając treści kulturalne, literackie oraz informacje o wydarzeniach w księstwie.
W XX wieku tygodnik ewoluował wraz z rozwojem technologii i mediów. Wprowadzono nowe metody druku, co wpłynęło na jakość wydania i dostępność dla mieszkańców. Współczesne wydania gazety łączą tradycyjne informacje urzędowe z aktualnościami lokalnymi, stając się istotnym źródłem wiedzy o Monako zarówno dla jego obywateli, jak i dla światowej opinii publicznej.
Czasopismo od samego początku miało charakter oficjalny, publikując akty prawne oraz decyzje księcia i rządu Monako. Obecnie jest również platformą przekazującą ważne informacje dotyczące życia społecznego i kulturalnego. Każde wydanie zawiera:
- Ogłoszenia urzędowe i sądowe.
- Informacje o nowych przepisach i regulacjach.
- Relacje z wydarzeń kulturalnych i artystycznych.
- Wiadomości o działalności rodziny książęcej.

Tygodnik jest wydawany w języku francuskim, który jest urzędowym językiem Monako. Wydania są dostępne zarówno w wersji papierowej, jak i elektronicznej, co pozwala na szersze dotarcie do odbiorców poza granicami księstwa.